# Napoléon Peyrat
Napoléon Peyrat (Las Bòrdas d'Arisa, 20 de gener de 1809 - Saint-Germain-en-Laye, 4 d'abril de 1881) va ser un capellà protestant, historiador del catarisme i de la Reforma. També va ser poeta en llengua francesa, amb el sobrenom de « Napol le pyrénéen ».
És l'artífec, gràcies a la publicació de la seva obra Histoire des Albigeois, de la història llegendària i romàntica que assimila els càtars amb els protestants com a víctimes de les persecucions del clergat catòlic. Peyrat serà un dels primers autors en fer servir el mot Occitània.

## Biografia
Napoléon Peyrat va néixer a Las Bòrdas d'Arisa, un petit poble de l'Arieja, el 20 de gener de 1809. Era fill de Jean-Eusèbe Peyrat i de Marguerite Gardel.
És cèlebre, sobretot, per la seva Histoire des Albigeois en cinc volums, reeditada el 1998 per l'editorial francesa Lacour-Ollé
, una biografia de Béranguer i de Lamennais i per tres reculls de poesia. També va escriure Histoire des pasteurs du Désert depuis la révocation de l'édit de Nantes jusqu'à la Révolution française, 1685-1789.
Amb el catarisme Peyrat va desenvolupar un ideari teològic sorprenent per la seva època, i és a la base, gràcies a la seva imaginació lírica, de la mitificació moderna de Montsegur i dels càtars. A tall d'exemple, veiem un tractament abusiu per part de Peyrat en el personatge d'Esclarmonda de Foix, ja que en la seva obra la converteix en una diaconessa càtara, en fundadora i profeta de la ciutadella de Montsegur i en la seva protectora, on les seves despulles hi reposarien encara avui en una gran cripta excavada a la muntanya. Va crear una visió elogiadora i àmpliament romàntica dels càtars, que presenta com a predecessors dels camisards, ja que tant els uns com els altres es van oposar a un catolicisme sempre intolerant. Va inventar una oposició idealitzada entre la dolçor dels càtars i la repressió del papat, del rei de França i de la noblesa del nord.
Tot aquest imaginari creat per l'autor va alimentar el regionalisme occità i un cert hermetisme misteriós del món dels càtars que encara perviu avui.
Napoléon Peyrat va morir a Saint-Germain-en-Laye, a les Yvelines, el 4 d'abril de 1881.

## Publicacions
- Histoire des pasteurs du désert: depuis la révocation de l'Édit de Nantes jusqu'à la révolution, M. Aurel : París, 1842. (segon volum)
- Les réformateurs de la France et de l'Italie au douzième siècle, Meyrueis : París, 1860.
- Béranger et Lamennais: correspondance, entretiens et souvenirs, Ch. Meyrueis : París, 1861.
- Histoire des Albigeois: les Albigeois et l'Inquisition, Librairie Internationale : París, 1872. (primer volum)